# Архаров Володимир Іванович
Архаров Володимир Іванович (нар. 14 (27) лютого 1907 — пом. 26 вересня 1997) — видатний український металофізик, доктор технічних наук, професор, академік АН України.

## Біографія
АРХАРОВ Володимир Іванович народився 14(27) лютого 1907 в Одесі. У 1924 закінчив Нижньогородський індустріальний технікум зі спеціальности "Технік по теплотехніці". З 1925 почав навчатися у Нижньогородському університеті, звідки у 1928 перевівся у Ленінградський політехнічний інститут, який закінчив у1931, отримав спеціальність інженера-фізика. У 1928 – 1932 працював у Ленінградському фізико-технічному інституті. З 1934 до 1936 – старший науковий співробітник Горьківського фізико-технічного інституту. У 1937 – 1946 – старший науковий співробітник, завідувач лабораторії Уральського фізико-технічного інституту АН СРСР (Свердловськ, нині Єкатеринбург) та доцент Свердловського педагогічного інституту (за сумісництвом). Дисертацію на здобуття наукового ступеня доктора технічних наук захистив у 1945. Звання професора отримав у 1946. У 1947 – 1966 – завідувач лабораторії дифузії Інституту фізики металів АН СРСР (Свердловськ) і проф. Уральського університету (за сумісництвом). У 1965 був обраний дійсним членом АН УРСР. У 1966 переїжджає до Донецька, де створює відділ перекристалізації у Донецькому фізико-технічному інституті АН УРСР. За сумісництвом працює професором Донецького університету. У 1972 – 1986 працює професором - консультантом Донецького університету. 1975–92 працював в Інституті проблем матеріалознавства АН УРСР (Донецьк): завідувач відділу мікролегування сталі (1975–82), старший науковий співробітник - консультант (1982–92). У 1992 – 1997 роках – головний науковий співробітник Донецького фізико-технічного інституту. Володимир Іванович Архаров пішов з життя 26 вересня 1997 у Донецьку.

## Основний науковий доробок
Працював у галузі фізики твердого тіла, металофізики, фізичного матеріалознавства. Досліджував механізми структурних змін у твердих тілах. Ввів уявлення про колективні елементарні акти та про естафетну передачу активації при дифузії та рекристалізації, а також про квазірівноважні неоднорідності твердих тіл і про міжкристалітну внутрішню адсорбцію розчинених компонентів та домішок. Показав можливість кластерного механізму реакційної дифузії шляхом кооперативних структурних перебудов в шарах продуктів реакції. Запропонував і описав структурну картину процесу газової корозії. Розробив нові методи захисту металів від зносу і корозії: газове хромування, карбідизація електролітичних хромових покриттів, композитні електролітичні покриття.

## Інтернет-ресурси
- Архаров Володимир Іванович [Архівовано 25 жовтня 2012 у Wayback Machine.]
- Експерт[недоступне посилання]